# Raabizacja
Raabizacja (cz. Raabizace, także: aboliční Raabovská soustava, Raabovský robotní svod albo Raabovský emfyteut, niem. Raabschen System) – reforma zaprojektowana i wdrożona przez austriackiego ekonomistę i radcę dworu, Franza Antona von Raaba w latach 70. i 80. XVIII wieku, za panowania Marii Teresy i Józefa II.

## Geneza i przeprowadzenie
Przyczyną wprowadzonych reform była mała wydajność systemu pańszczyźnianego, w którym niezadowoleni poddani często doprowadzali do lokalnych zamieszek i buntów.

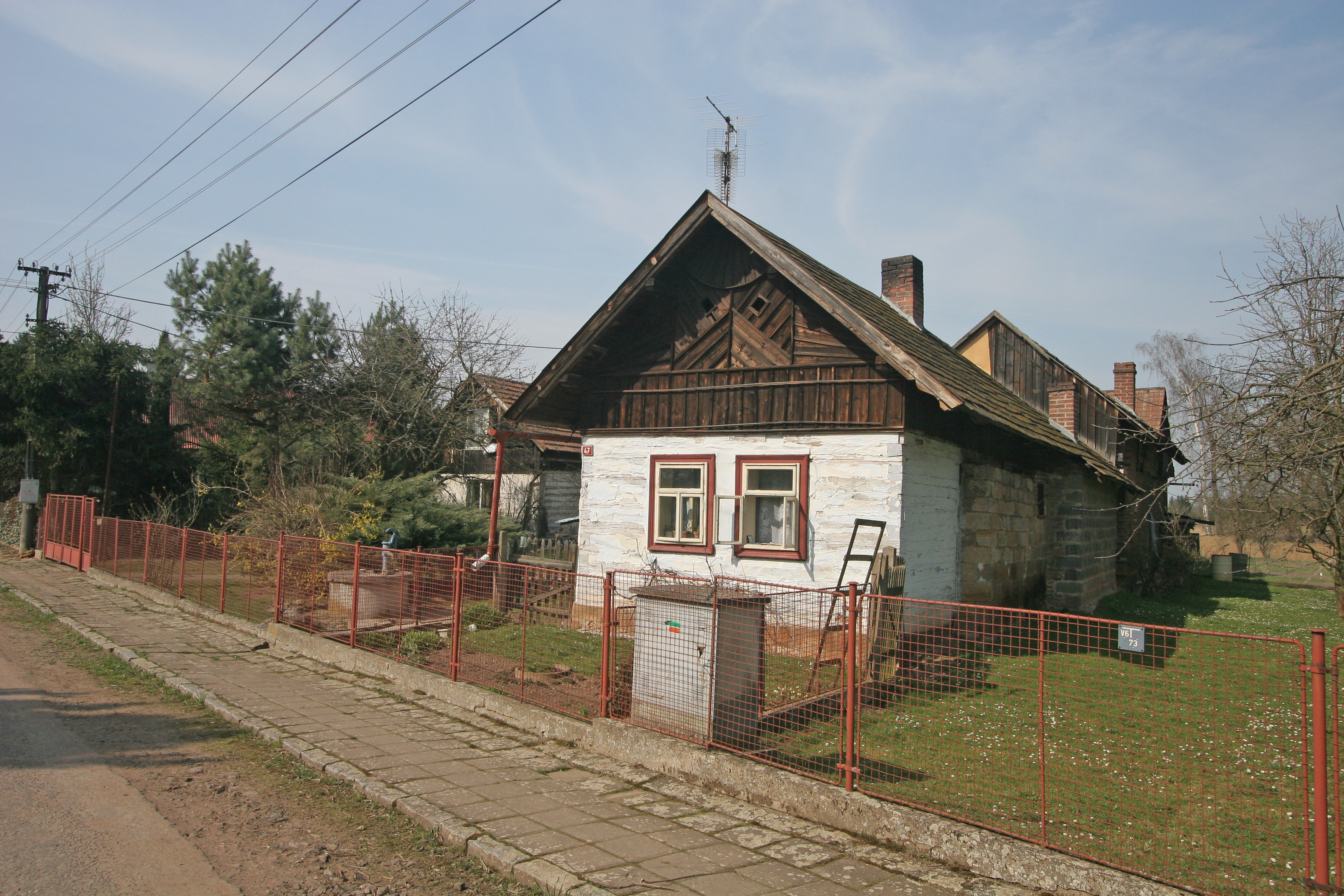
Zabudowa wsi Staré Smrkovice

Reformę uchwalono w 1775. Na jej mocy własność ziemska wielkich dworów miała być rozdzielona między poddanych, a pańszczyzna zamieniona na czynsz. W wyniku oporu szlachty została ostatecznie doprowadzona do skutku tylko w 105 dobrach, głównie komornickich, które należały bezpośrednio do cesarza, a także nielicznych kościelnych, miejskich i szlacheckich (David Jüngling wskazuje, że w Czechach rozparcelowano 148 majątków, a na Morawach 69). Jako osiedla eksperymentalne, na których Raab miał testować swój system po raz pierwszy, wybrano pojezuickie majątki w Žacléřu i Žírču. Po sukcesie tej próby nastąpiła raabizacja w niektórych innych pojezuickich i kameralnych dobrach cesarskich. W wyniku reformy powstawały całe nowe wsie zwane "raabizacyjnymi" (cz. raabizační vesnice). Były one budowane według zbliżonego projektu, zwykle na planie ulicówki, a poszczególne domy były do siebie bardzo podobne. W Czechach powstało 128 nowych wsi, a na Morawach 117.
System Raaba był przez władze promowany także wśród szlachty, ale tylko pod warunkiem, że się na to zgodzi nie tylko pan, ale i większość poddanych (zwykle wymagana była zgoda dwóch trzecich). Raabizacja napotkała kilka kryzysów, spowodowanych m.in. nieufnością wobec władcy cesarskiej i samego Raaba. Niemniej do końca 1782 wprowadzono system we wszystkich dobrach kameralnych i pojezuickich oraz w większości dóbr przynależnych do miast królewskich. Około 1785 lub 1788 wdrażanie reformy zostało zawieszone, ponieważ Józef II zajął się nową regulacją podatku od składek i danin miejskich, a wraz z nią nowym katastrem. Ostateczny, formalny koniec projektu nastąpił dopiero w 1821.
Wprowadzenie zmian doprowadziło do upodmiotowienia chłopów w zreformowanych majątkach, mimo że przydzielona wyzwolonym chłopom ziemia pozostawała nadal własnością szlachecką (dominium directum), a proces najmu był bardzo skomplikowany.
Raab zmarł w 1783 i nie doczekał się większego uznania za wdrożone rozwiązania.